# Izraelska softbolska reprezentacija
Izraelska softbolska reprezentacija predstavlja državu Izrael u športu softbolu.
Krovna organizacija: 

## Sudjelovanja na EP
- Prag 1993.: nisu sudjelovali
- Hørsholm 1995.: 5.
- Bussum 1997.: 4.
- Prag 1999.: 4.
- Antwerpen/Anvers 2001.: 6.
- Chočen 2003.: 7.
- Nijmegen 2005.: 7.
- Beveren 2007.: 7.